# Kovbojové (film, 2015)
Kovbojové (v originále Les Cowboys) je francouzsko-belgický dramatický film z roku 2015, který režíroval Thomas Bidegain. Snímek měl světovou premiéru na filmovém festivalu v Cannes dne 18. května 2015.

## Děj
V říjnu 1994 Alain, Nicole a jejich dvě děti Georges a Kelly tráví neděli na americkém kovbojském večírku s rodeem, hudbou a country tancem. Po skončení zábavy zjistí, že Kelly zmizela.
Začíná vyšetřování, ale policie se domnívá, že Kelly utekla z domu. Alain se rozhodne pátrat na vlastní pěst. Nález učebnice arabštiny a džihádistické propagandy pod postelí Kelly přivede Alaina na stopu mladého Araba Ahmeda, který také zmizel z domu svých rodičů. Alain stráví několik let v Jemenu a dalších arabských zemích při hledání své dcery, ale neúspěšně. Po návratu se jeho manželský život rozpadne. Poté přesvědčí svého syna Georgese, aby ho doprovodil do Belgie a Holandska, kde zachytil stopu, ale také marně. Vyčerpáním má autonehodu, při které zahyne.
O několik let později sleduje Georges v televizi útok na Světové obchodní centrum 11. září 2001. Georges se rozhodne s tvrdohlavostí stejně silnou jako jeho otec pátrat po své sestře.
Vypátrá Ahmeda a omylem ho zabije před jeho ženou Shazhanou. Georges je zatčen, stejně jako Shazhana. Georges vidí v televizi bombové útoky v Madridu 11. března 2004. Georges a Shazhana jsou společně deportováni do Francie. Shazhana s ním mluví o Kelly, říká mu, že Ahmed opustil Kelly. Georges o rok později v rádiu slyší o bombových útocích v Londýně. Chce jet do Londýna v naději, že najde Kelly, ale Shazhana ho odrazuje.
Později spolu mají Shazhana a Georges dítě. Ahmedův otec, který také hledá svého syna, říká, že má vodítko v Belgii. Georges nakonec najde Kelly, ale uvidí se s ní jen krátce.

## Obsazení
| François Damiens        | Alain Balland           |
| Agathe Dronne           | Nicole Balland          |
| Iliana Zabeth           | Kelly                   |
| Maxim Driesen           | Georges jako dítě       |
| Finnegan Oldfield       | Georges jako dospělý    |
| Mounir Margoum          | Ahmed                   |
| Djemel Barek            | Ahmedův otec            |
| Leïla Saadali           | Ahmedova matka          |
| Ellora Torchia          | Shazhana, Ahmedova žena |
| John C. Reilly          | Američan v Pákistánu    |
| Antoine Chappey         | Charles                 |
| Laure Calamy            | Isabelle                |
| Antoine Régent          | Marc                    |
| Antonia Campbell-Hughes | Emma                    |
| Jean-Louis Coulloc'h    | indián                  |
| Gilles Treton           | šerif                   |
| Francis Leplay          | muž ve vlaku            |

## Ocenění
- Americký filmový festival v Deauville: Cena Michela-d'Ornana pro Thomase Bidegaina
- Almeria Western Film Festival: Zvláštní cena poroty za nejlepší nový western
- Mezinárodní filmový festival v Helsinkách: Cena diváků za nejlepší celovečerní film
- César: nominace v kategoriích nejlepší herec (François Damiens), nejslibnější herec (Finnegan Oldfield), nejlepší filmová hudba (Raphaël Haroche), nejlepší filmový debut (Thomas Bidegain a Alain Attal)